# Kamenjak 1 (Korčula)
Koordinati:   42°56′30″N, 17°09′48″E
Kamenjak 1 je majhen nenaseljen otoček v Jadranskem morju (Hrvaška).
Kamenjak leži na vzhodni strani otoka Korčule, od katere je oddaljen okoli 0,5 km, med otočkoma Vrnik in Planjak. Površina Kamenjaka meri 0,021 km². Dolžina obalnega pasu je 0,55 km.